# El Payo Humberto
El Payo Humberto (artiestennaam van Hubertus Jacobus "Huib" Wilkes, (Amsterdam (provincie Noord-Holland, 12 maart 1946) is een Nederlands flamencogitarist en flamenco-componist. Hij is in Spanje en Nederland bekend als sologitarist en zangbegeleider. Hij begeleidde onder ander zangers als Enrique Morente, Rafael Romero, Juan Varea Pepe el de la Matrona, Miguel Vargas en Antonio Merenguito.

## Biografie

### Algemeen
Wilkes kwam op 15-jarige leeftijd in contact met flamenco toen zijn moeder een kamer verhuurde aan Spaanse gastarbeiders. De muziek trok zijn aandacht en al gauw besloot hij zich te wijden aan toque flamenco oftewel de flamencogitaar.
Na enige tijd kwamen er twee andere Spaanse kostgangers bij hen wonen. Op zaterdagavond gingen zij vaak naar het Spaans cultureel centrum. Wilkes werd steeds meer en meer meegenomen in de flamencowereld en besloot in 1963 te vertrekken naar Cádiz in het zuiden van Spanje. Hier bracht hij een aantal jaren door en kreeg hij les van Juan Días de Cádiz. Later vestigde Wilkes zich onder meer in Madrid. Hij ontmoette hier invloedrijke flamencofiguren en begon zangers en dansers te begeleiden. Uiteindelijk is hij naar Amerika gegaan om daar zijn carrière voort te zetten.
Wilkes mengt zijn eigen stijl met de invloeden die hij heeft opgedaan bij de oudere flamencoscholen. Om flamencotradities niet verloren te laten gaan heeft hij besloten zijn werk en opnames op YouTube te plaatsen. Hier geeft hij uitleg over de geschiedenis en het ritme van flamenco, ook wel bekend als Compás. Als Youtuber heeft Wilkes onder zijn artiestennaam El Payo Humberto een groter publiek weten te bereiken.

### Loopbaan
Wilkes begon zijn loopbaan in Madrid in het jaar 1965 waar hij werkte als begeleider in de dansschool van Mercedes y Alvano. Hij ontmoette daar ook de Amsterdamse flamencodanser Juan lerma en op 14 september 1965 doet hij examen voor flamencogitarist in Teatro Calderón. In de loop der jaren bekwaamde Wilkes zich verder in het begeleiden van flamencozangers.
In 1968 ontmoette Wilkes de flamencozanger Enrique Morente. Deze bracht hem in contact met het beroemde Tablao Zambra, een verzamelplaats van de Flamenco Puro. Op deze plek kwamen de meest invloedrijke figuren van de flamenco samen om de kunsten met elkaar te delen. Wilkes werd een steeds vaker geziene en gehoorde gast in Tablao Zambra en de Peña Charlot.
In de eerste helft van de jaren zestig werkte Wilkes veel samen met Spaanse gastarbeiders die flamencovoorstellingen gaven in Nederland en met de Nederlandse flamenco danseres Luisa Borja. Wilkes begeleidde de inmiddels zeer beroemde zanger Enrique Morente tijdens zijn eerste tournee naar het buitenland in 1969.
Wilkes bleef zich verder ontwikkelen en ontving in 1969 een studiebeurs bij de flamencogitarist en componist Manuel Serrapi Sanchez (Niño Ricardo). Deze tweejarige lesperiode (1969-1971) heeft de basis gelegd voor de speelstijl van Wilkes.
In de tweede helft van de jaren 70 werkte Wilkes samen met het Gitaristen Collectief in Centrum Bellevue in Amsterdam en tijdens een grote kunstmanifestatie in de grote zaal van het Concertgebouw. Van 1988 tot 1996 werkte hij samen met de zanger Antonio Izquierdo Castellano in o.a. de Kleine Komedie in Amsterdam en de kleine zaal in Vredenburg in Utrecht. Ook gaf hij in deze tijd lezingen en optredens met de Nederlandse flamencozanger en leraar Spaans aan de Amsterdamse Universiteit Arie Sneeuw.
In de loop der jaren heeft Wilkes heeft een naam opgebouwd in de wereld van de flamenco (zie recensies) en met veel bekende artiesten samengewerkt, waaronder Paco de Lucía, Carmen Linares, Pepe Habichuela en Enrique Morente. Hij trad op in Spanje, Nederland en de Verenigde Staten, maar ook in Japan, Engeland, Frankrijk en Nieuw-Zeeland. Zo reisde Wilkes in 1995 en 1997 naar Nieuw-Zeeland waar hij samenwerkte met de gitariste en danseres Maria Elena. Met haar ging hij tweemaal op tournee. Tussen 2003 en 2006 ging Wilkes een aantal keren naar Japan en geeft een aantal concerten en lessen in Hokkaido Tokyo en Fukuoka.
Gedurende zijn loopbaan is hij actief gebleven als flamencoleraar. Hij wijdt zijn tijd aan het delen van informatie over de geschiedenis en fundamenten van flamenco.

### Discografie
Arte Por Arte (1988)
| Track | Titel             |
| ----- | ----------------- |
| 1     | Tonás             |
| 2     | Tarantas          |
| 3     | Alegrías          |
| 4     | Malagueñas        |
| 5     | Soleares          |
| 6     | Tangos del Piyayo |
| 7     | La Caña           |
| 8     | Colombianas       |
| 9     | Fandangos         |

Ecos del Pasado (1986)
| Track | Titel                   |
| ----- | ----------------------- |
| 1     | Soleares (Nippon Sanka) |
| 2     | Alegrías                |
| 3     | Tarantas                |
| 4     | Bulerías                |
| 5     | Seguiriyas              |
| 6     | Soleares                |
| 7     | Verdiales en Do         |
| 8     | Tangos                  |